# رقص فولکلور روسی

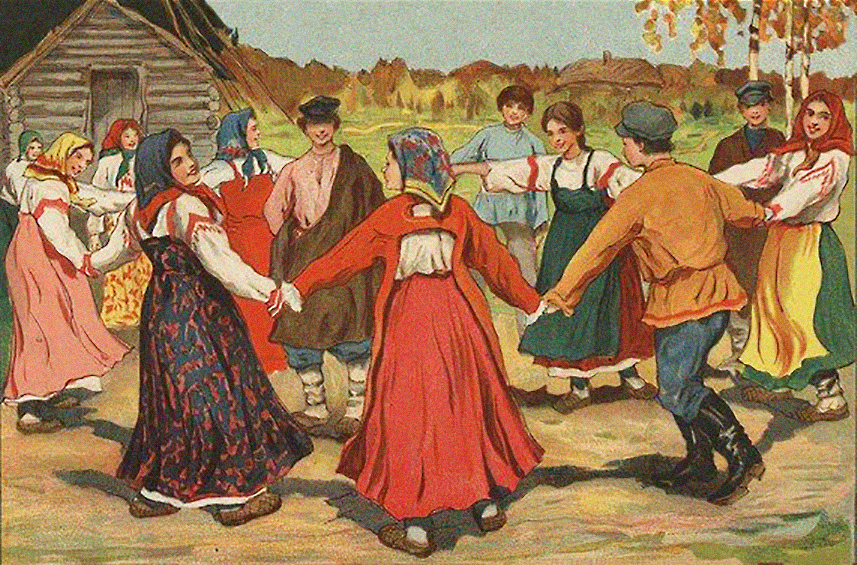
رقص فولکلور روستای سنتی خوروود ، دهه 1900.

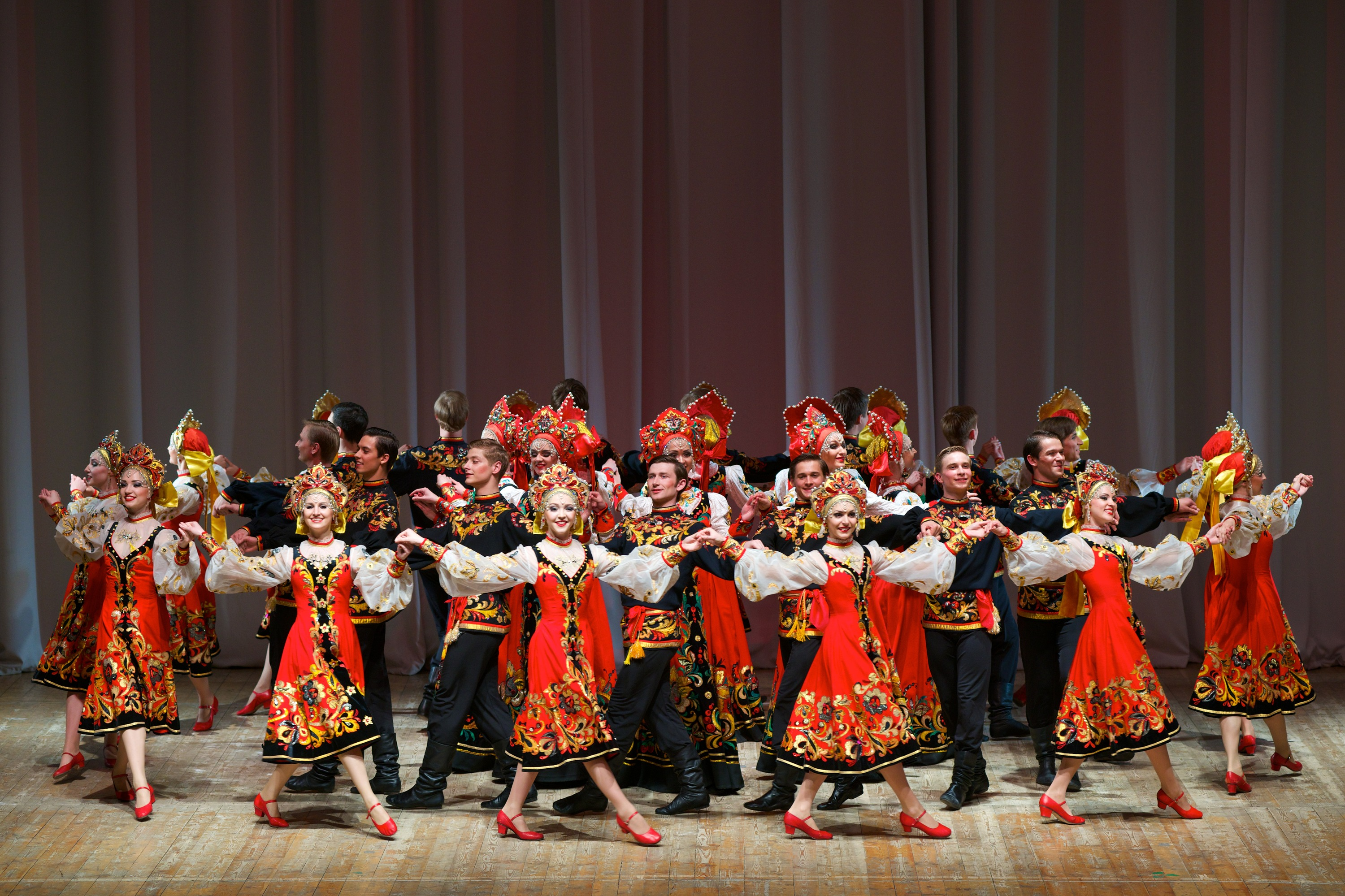
کنسرت رقص فولکلور روسیه با اجرای گروه رقص گزل

رقص فولکلور روسی (روسی: Русский народный танец) قسمت مهمی از فرهنگ روسیه می‌باشد. بعضی از ویژگی های منحصر به فرد نشان می دهد که مقدار زیادی از عناصر توسط جمعیت نخست روسیه تشکیل شده است.

## تاریخ

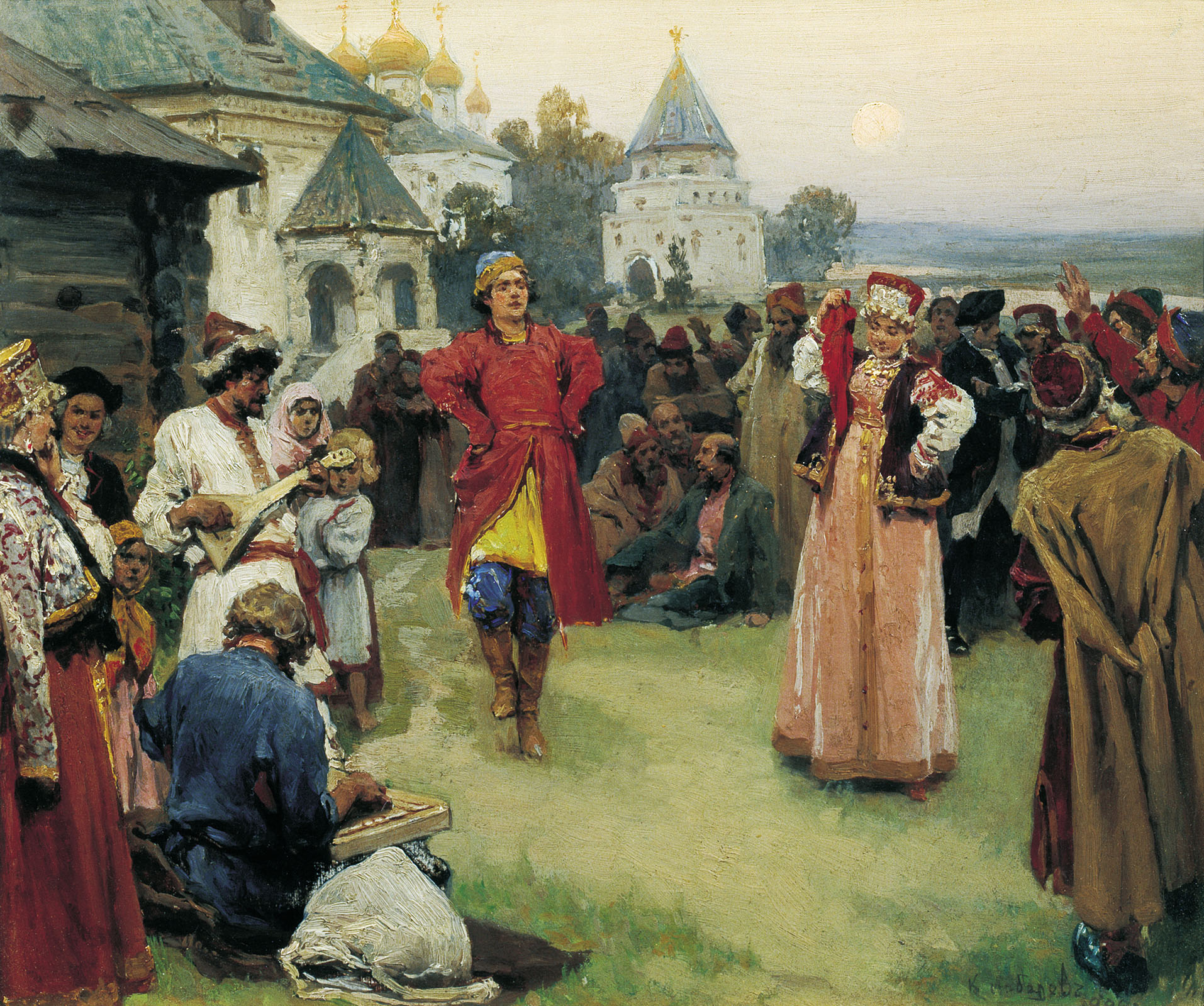
پلیاسکای روسی با گنبدهای پیاز طلایی در پس زمینه

بخش زیادی از رقص های روسی از قرن دهم معروف شدند. روسیه شاهد حجوم مختلف کشورهای دیگر بود. این کشور به دلیل موقعیت و پهناوریش با فرهنگ‌های مختلف از راه مهاجرت و تجارت در تماس بوده است. به نوبه خود، تعریب فرهنگی اوراسیا از موسیقی و رقص به پیشرفت رقص‌های فولکلور روسیه کمک نمود. 
بسیاری از این رقص های نخستین توسط طبقه های پایین اجرا و تمرین می شد. طبق معمول طبقه های بالا به جای شرکت در رقص ها، اجراکنندگان را تماشا می نمودند.
سنت‌های اصلی رقص فولکلور روسیه همچنان نقش مهمی در فرهنگ این کشور اجرا می کند و در واکنش همیشگی با بسیاری از گروه های قومی روسیه بوده است.  رقص های عوام وار روسی نیز با دیگر انواع سخنان هنری مرتبط هستند.  یک نمونه را می توان در باله روس مشاهده نمودکه در قطعه های خود از رقص و موسیقی فولکلور روسی استفاده می کند.

## لباس

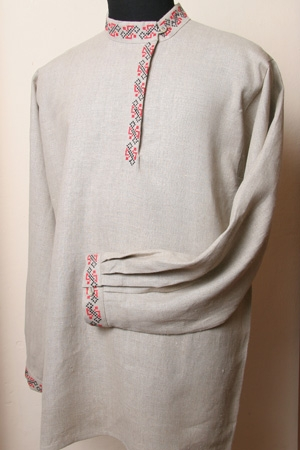
کوزوروتکا پیراهن سنتی روسی است که با ویشیوانکا اسلاوی شرقی طرح شده است. رنگ‌های قرمز و سفید اغلب بخش غالب لباس‌های عامیانه روسیه هستند.

البسه های رقص کنسرت به قشنگی با ریزگان عالی طراحی شده اند. به طور متداول، البسه برای رقص طبق رویدادهای ویژه، همانند تعطیلات است، و میان این حادثه ها گوناگون است. زن هااز روسری های تعطیلات، پیرهن های قلاب دوزی شده، کمربندها و پیش بندهای طراحی شده استفاده می نمایند. مرد ها پیراهن، کمربند، شلوار باریک و چکمه های قرمز بلند می پوشند. رنگ قرمز در بسیاری از لباس ها گنجانده شده است زیرا در سنت روسی با زیبایی همراه است. در رقص های روسی زنان و دختران اغلب یک مربع جیبی با خود حمل می کنند. دختران و زنان اغلب در طول اجراها از سرپوش سنتی روسی کوکوشنیک استفاده می کنند. 

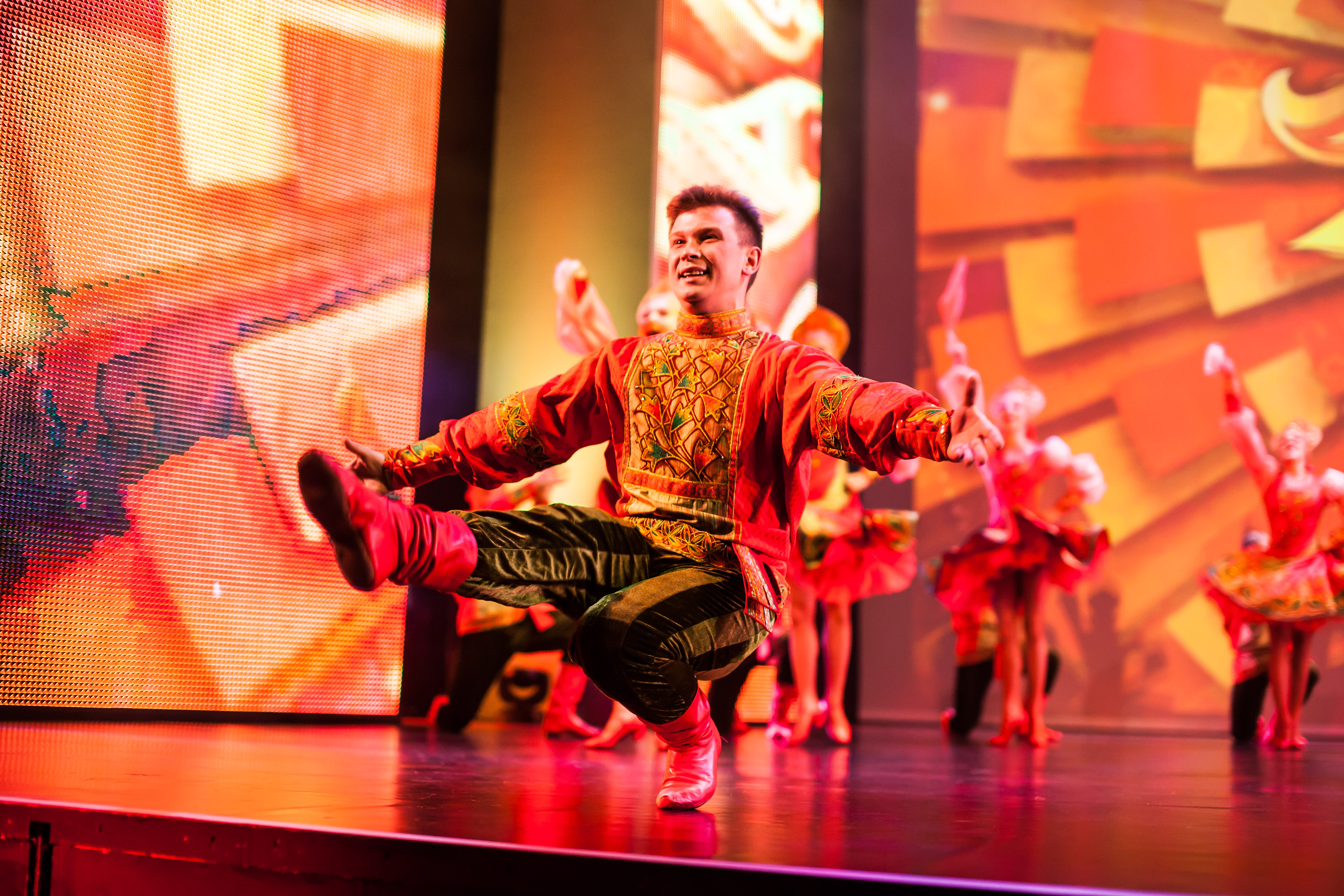
رقص اسکات سنتی روسی

## مشخصات
موسیقی خشمگین و آرام طبق رقص های روسی است.  
احیانامشهور ترین ویژگی رقص‌های مرد هایروسی، اسکات روسی (عناصر خم کردن زانو)، پا زدن و پرش‌های تقسیم شده (ایضا اسپلیت روسی یا پرش روسی) است. اسپلیت پرش به شکل های همانندی در رقص چینی وجود دارد.   از ویژگی های رقص این نوع احیانا از موسیقی سریع استفاده می شود که در طول وقت سرعت آن استحاله می کند.   اسکات روسی و حرکت های خم شدن زانو احیانا توسط رقصنده های مرد انجام می شود.  در رقص روسی نیز رایج است که رقصنده های مرد با دست های خود به طور صاف به کف پا، جلوی پا، جلوی پا، ران ها، زانوها و سینه بکوبند، تشبیه به رقص آلمانی شوه پلاتلر ، ولی با سرعتی والا سریعتر.  

رقص دایره ای روسی هوروود بنیاددر سنت های اسلاو کهن باستانی دارد و به شکل های تشابهی در بالکان (کروس در یونان )، در فرهنگ های خاورمیانه و در چین وجود دارد. 

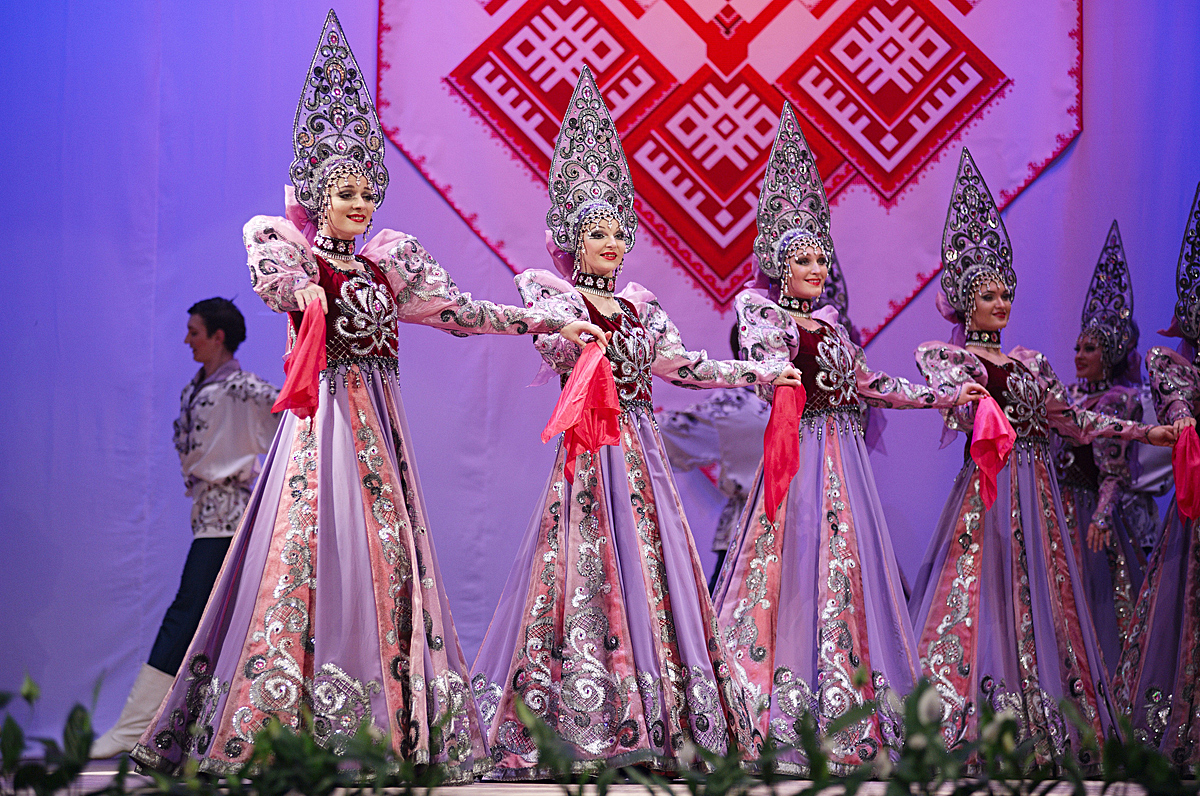
یکی از بزرگ‌ترین نمایش‌هایی که رقص‌های فولکلور روسی را به نمایش می‌گذارد، گزل در مسکو است
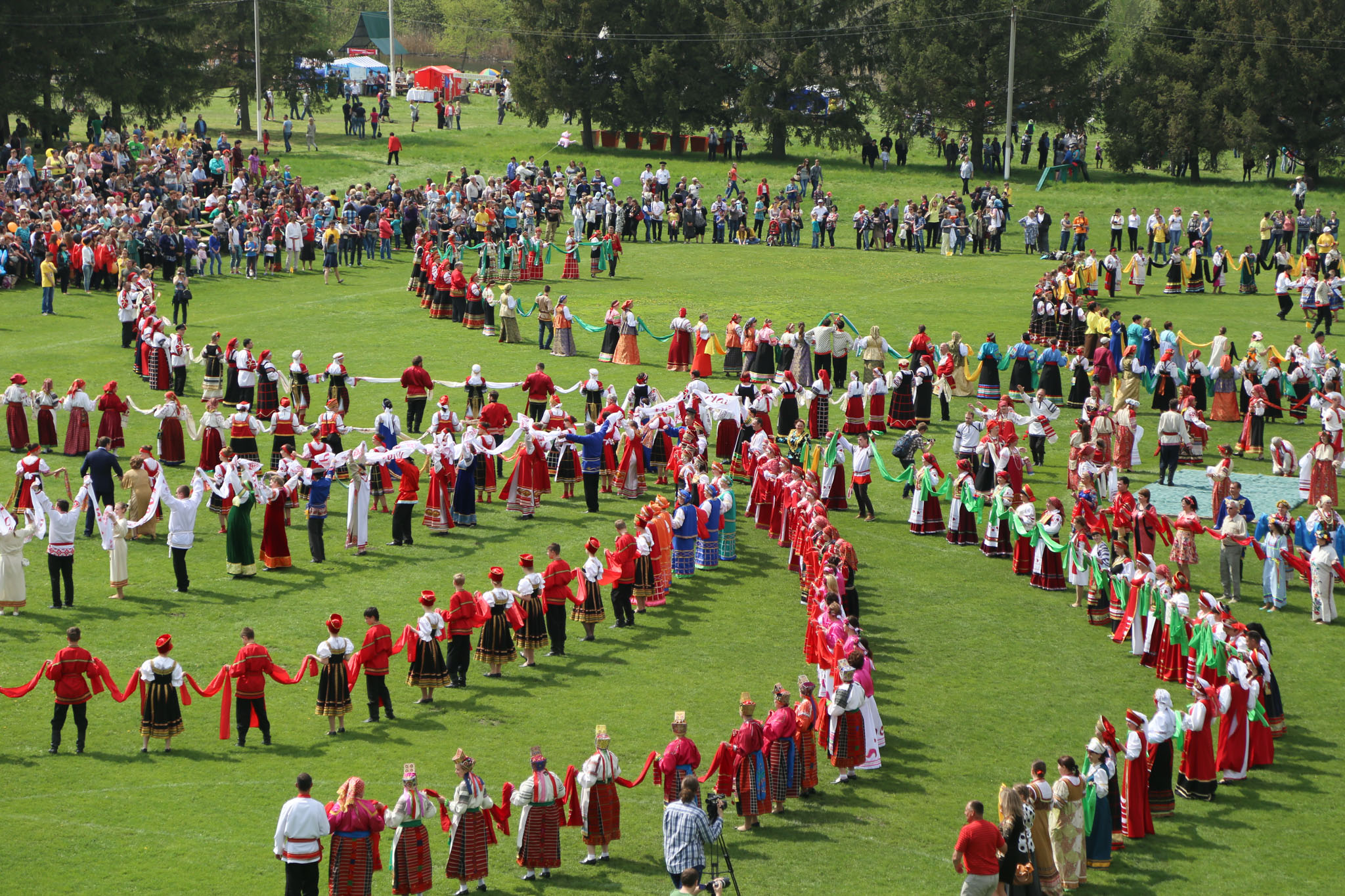
جشنواره مردمی در منطقه بلگورود در ماه می 2015.
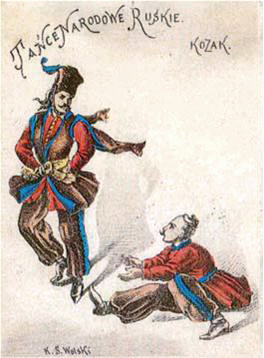
تصویر "رقص های ملی روسیه - قزاق" (Tańce Narodowe Ruskie Kozak) از نقاش لهستانی کاجتان ساریوش-ولسکی از 1901
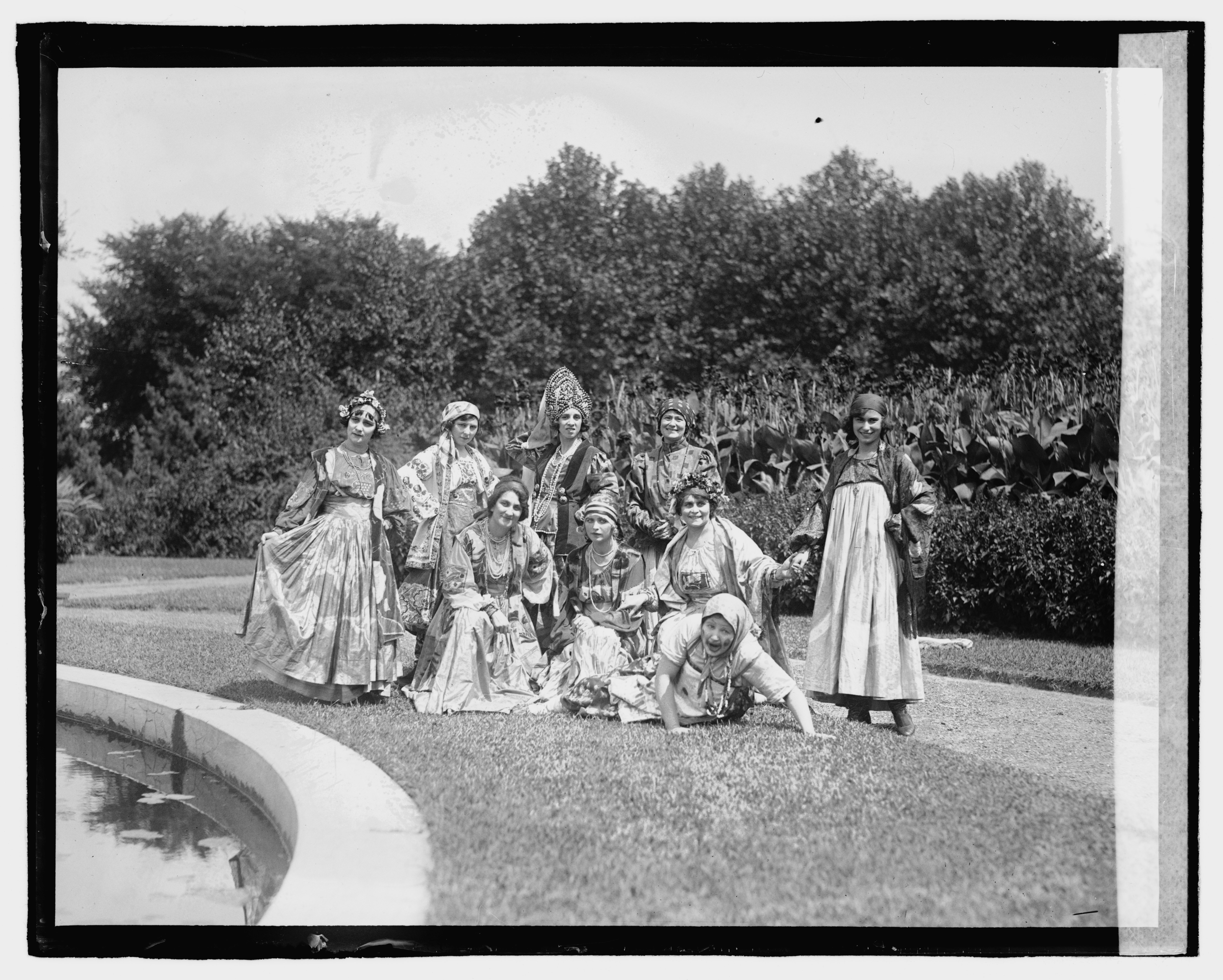
رقصندگان روسی، 1922
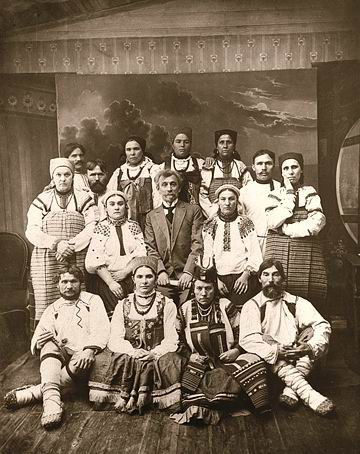
گروه کر پیاتنیتسکی در 1900 - 1910 (سبک تماشا و عناصر مختلف رقص و موسیقی فولکلور روسی از گروه کر پیاتنیتسکی، اجرا شده توسط مردان و زنان در یوتیوب)

## رقص های روسی
- بارینیا
- کامارینسکایا
- خروود
- کوزاچوک
- رقص اسکات
- تروئیکا
- تروپاک
- یابلوچکو
- بریوزکا